# Maurice Denis

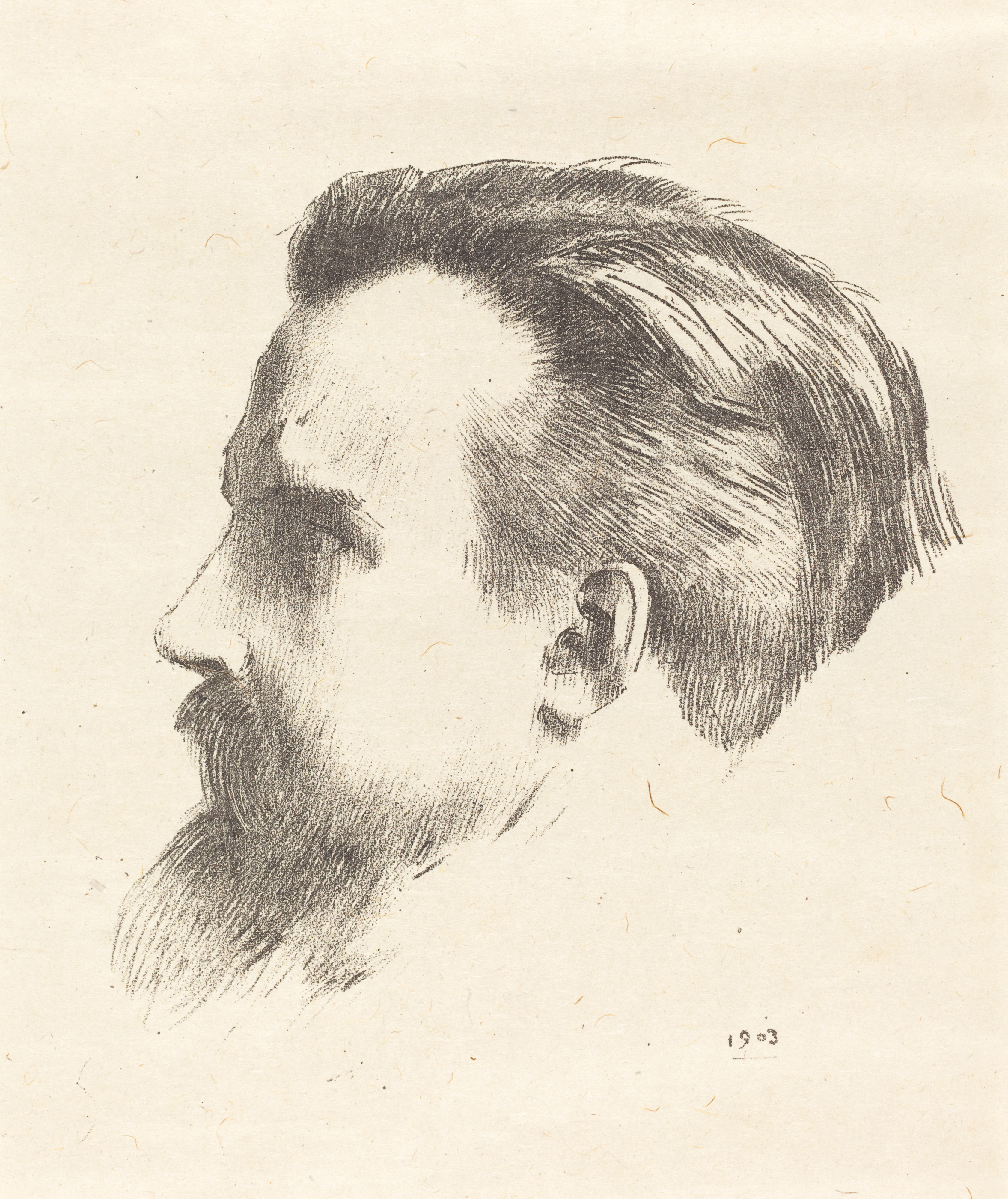
Odilon Redon: Bildnis Maurice Denis, 1903

Maurice Denis (* 25. November 1870 in Granville; † 13. November 1943 in Saint-Germain-en-Laye) war ein französischer Maler des Symbolismus und Mitbegründer der Künstlergruppe Les Nabis.

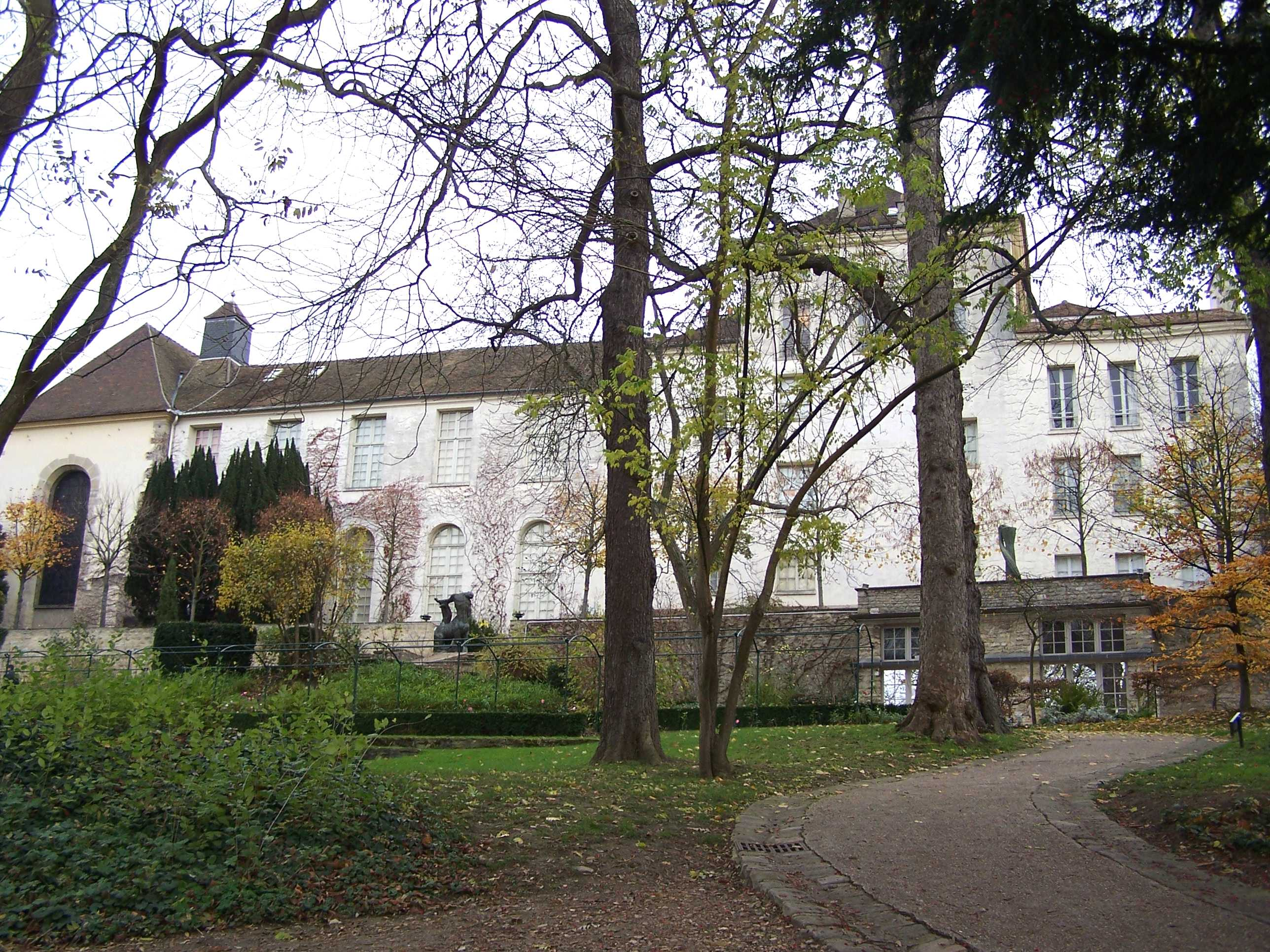
Le Prieuré in Saint-Germain-en-Laye gehörte Maurice Denis, heute ist es das Musée Maurice Denis

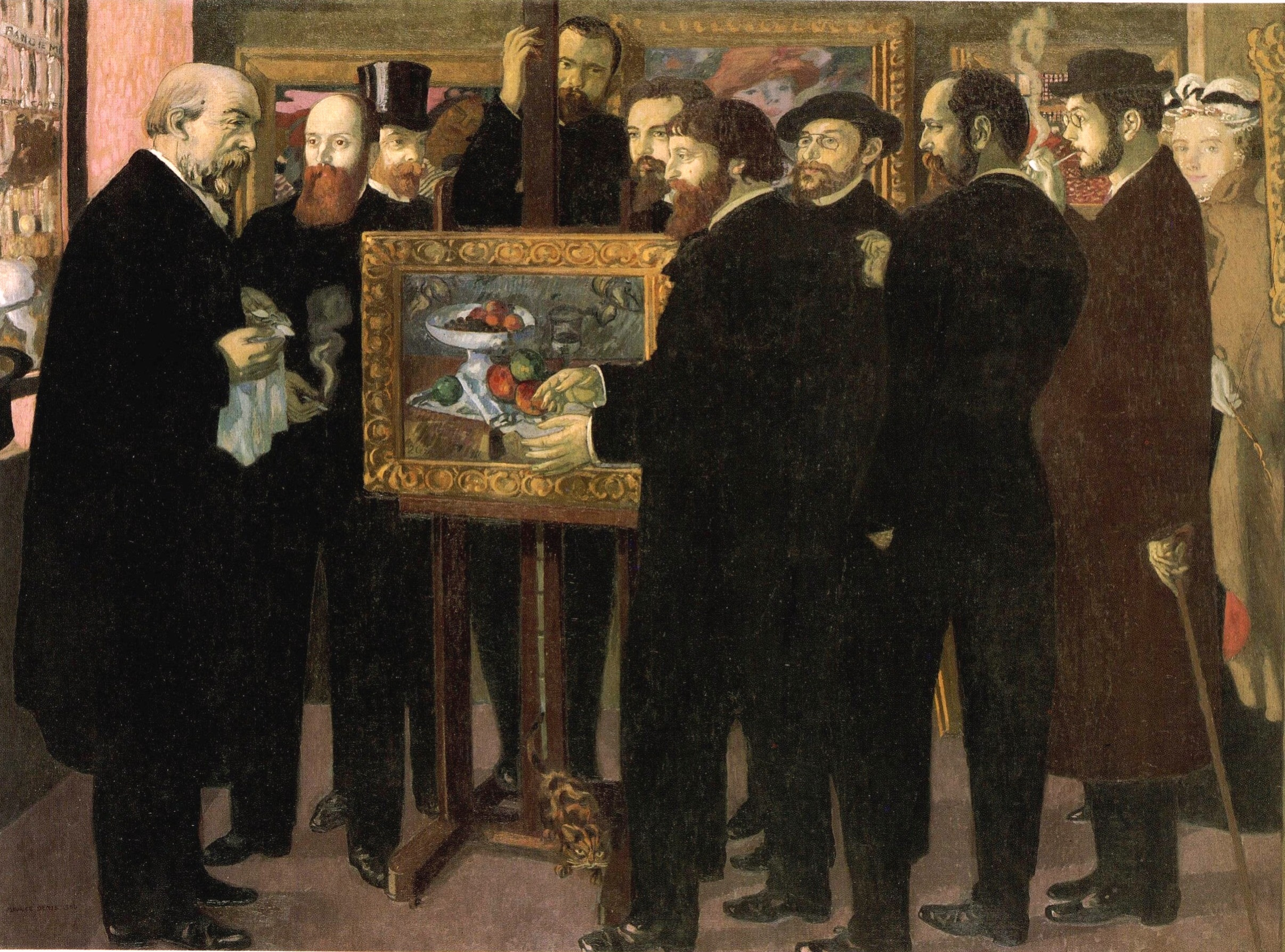
Hommage à Cézanne, 1900

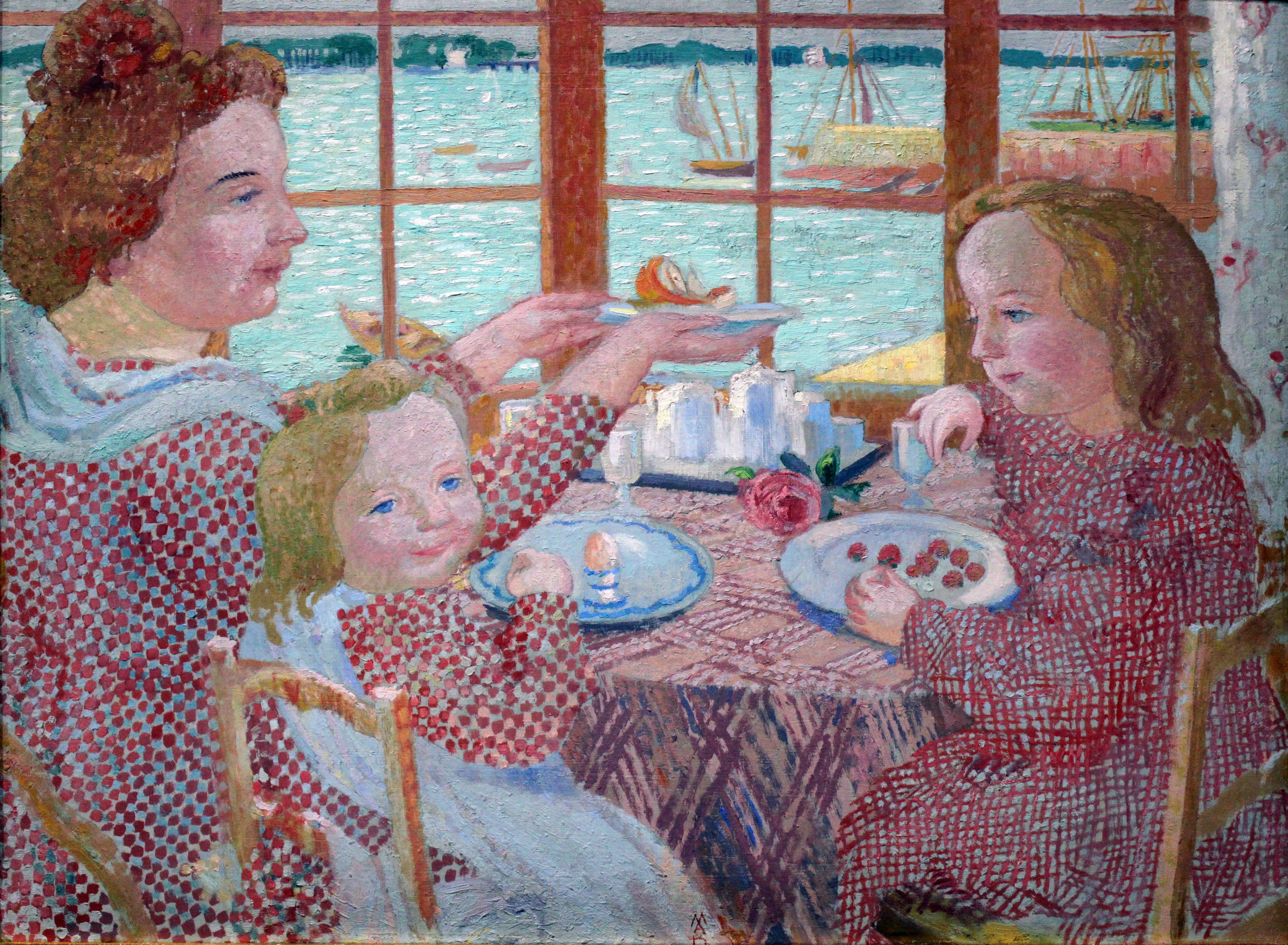
Das Frühstück, 1901, Städelsches Kunstinstitut

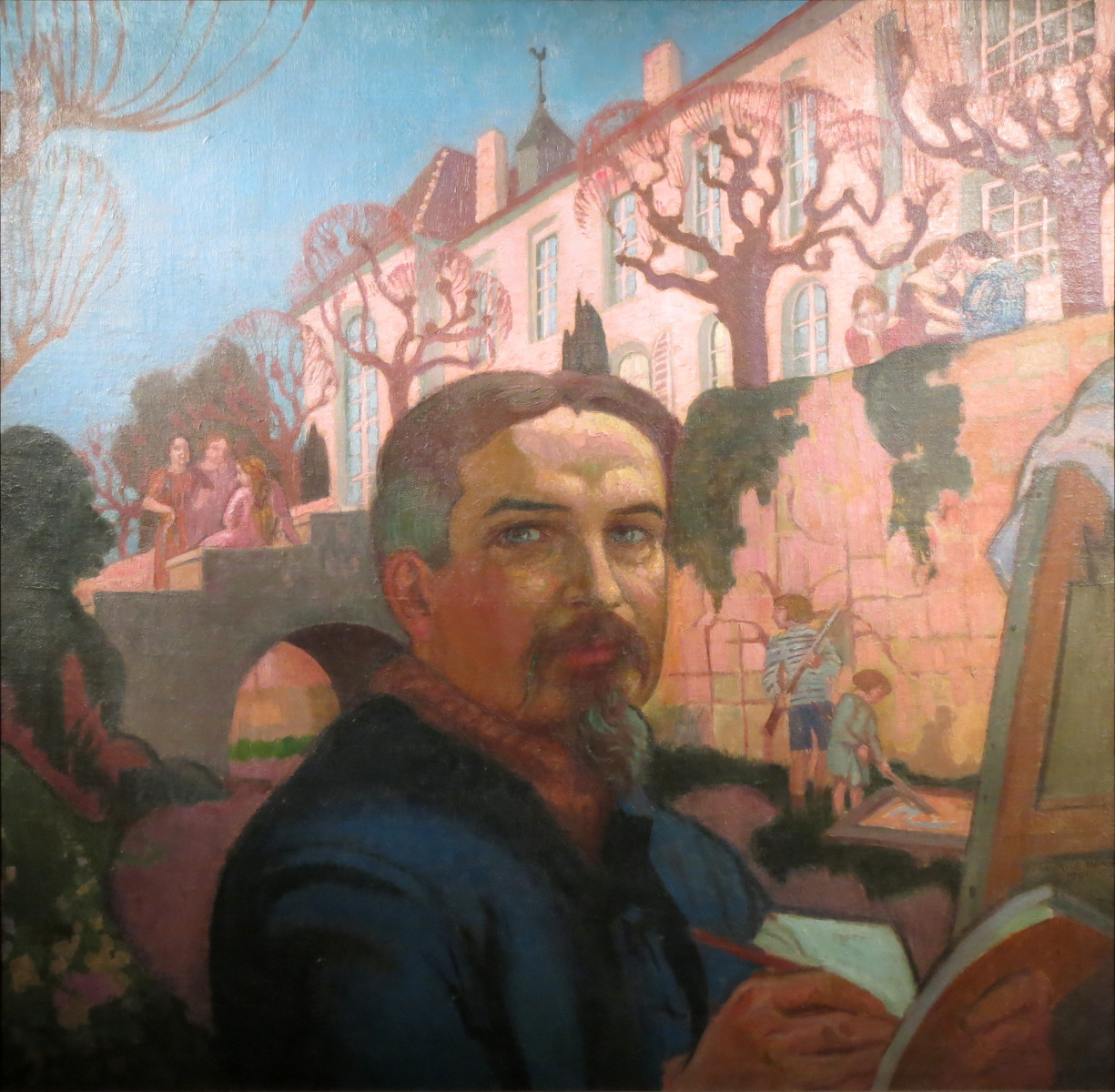
Autoportrait devant le Prieuré, 1921

## Leben und Werk
Denis wurde als Sohn eines Eisenbahnbeamten geboren. 1871 zog die Familie nach Saint-Germain-en-Laye bei Paris, wo er sein ganzes restliches Leben verbrachte. 1888 besuchte er die Académie Julian in Paris, wo ihn Paul Sérusier von der Malweise der Schule von Pont-Aven überzeugte. 1890 stellte er erstmals (mit dem Bild „Der Chorjunge“) beim Salon aus und veröffentlichte einen ersten theoretischen Artikel in der Zeitschrift Art et Critique. Er war Gründungsmitglied der Künstlergruppe Les Nabis zusammen mit Pierre Bonnard, Paul Sérusier und Édouard Vuillard; er teilte sich das Atelier mit  Bonnard und Vuillard. 1891 nahm er an der Ausstellung der Nabis in der Galerie Le Barc de  Boutteville teil. Denis wird als wichtigster Theoretiker dieser Gruppe eingeschätzt.
Auf seinen Italien-Reisen zwischen 1890 und 1895 studierte er die Werke der Renaissance und im Besonderen die Arbeiten von Piero della Francesca. 1903 veröffentlichte Ambroise Vollard Denis’ 216 Holzschnitte zur Nachahmung Christi und 1911 die von ihm illustrierte Ausgabe Sagesse von Paul Verlaine. Weitere Reisen, unter anderen nach Moskau (1909), Algerien und Tunesien (1921), Palästina, Griechenland (1924) und den Vereinigten Staaten und Kanada (1927) folgten.
Zu seinen Schülern gehörte die Malerin des Art déco Tamara de Lempicka und die britisch-italienische Malerin Daphne Maugham-Casorati.
Denis schuf Bilder mit einfachen Formen, sanftgeschwungenen Linien und blassfarbenen Flächen. Zu seinen Arbeiten zählen Wandmalereien, Tafelbilder und Grafiken, sowie Buchillustrationen.  Ab 1919 bemühte er sich vor allem um eine Wiederbelebung der religiösen Kunst und gründete mit Georges Desvallières (1861–1950) die Ateliers d’art sacré. 1920 schuf er das Altarmosaik in der Basilika der Abtei Saint-Maurice im schweizerischen Kanton Wallis.
1930 nahm ihn die Académie royale des Sciences, des Lettres et des Beaux-Arts de Belgique (Classe des Beaux-Arts) als assoziiertes Mitglied auf. Denis war ab 1932 als Nachfolger von Jean-Louis Forain Mitglied der Académie des Beaux-Arts.
1937 wurden in der Nazi-Aktion „Entartete Kunst“ aus dem Museum Folkwang Essen seine Farblithografien Mädchen vor blühenden Kastanien und Ce fut un religieux mystère beschlagnahmt. Beide Blätter gingen zur „Verwertung“ auf dem Kunstmarkt an die Kunsthändler Hildebrand Gurlitt bzw. Bernhard A. Böhmer. Ihr Verbleib ist unbekannt.
1943 starb Maurice Denis an den Folgen eines Autounfalls.
Im Jahr 1980 wurde das Musée Maurice Denis im Haus des Künstlers im Pariser Vorort Saint-Germain-en-Laye eröffnet.

## Werke
- 1892: April. Kröller-Müller Museum, Otterloo
- 1893: Die Musen. Musée d’Orsay, Paris
- 1894: Saintes femmes au tombeau, St. Germain-en-Laye
- 1896: Mädchen mit Puppe. Kunsthalle Bremen
- 1897: Frühlingslandschaft mit Figuren (Der Heilige Hain). Eremitage, Sankt Petersburg
- um 1899: Maternité (Mütterlichkeit). Clemens-Sels-Museum, Neuss
- um 1900: Laissez venir à moi les petits enfants (Lasset die Kindlein zu mir kommen). Clemens-Sels-Museum, Neuss
- 1900: Hommage à Cézanne. Musée d’Orsay, Paris
- 1906: Gallische Herdengöttin. Neue Pinakothek, München
- 1911: La plage (Der Strand). Clemens-Sels-Museum, Neuss
- 1919: Stehender Knabe unter einem Baum (Öl auf Leinwand, 116 × 89 cm, 1919)[3]
- 1921: Autoportrait devant le Prieuré, Musée Maurice Denis
- Christus mit den Kindern / Lasset die Kinder zu mir kommen (Tafelbild; von den Nazis Martha Nathan geraubt, der Witwe des deutsch-jüdischen Kunstsammlers Hugo Nathan (1861–1921), Verbleib unbekannt.)[4]
- Die Schaukel (Tafelbild; von den Nazis Martha Nathan geraubt. Verbleib unbekannt.)[5]